# Erich Zeller

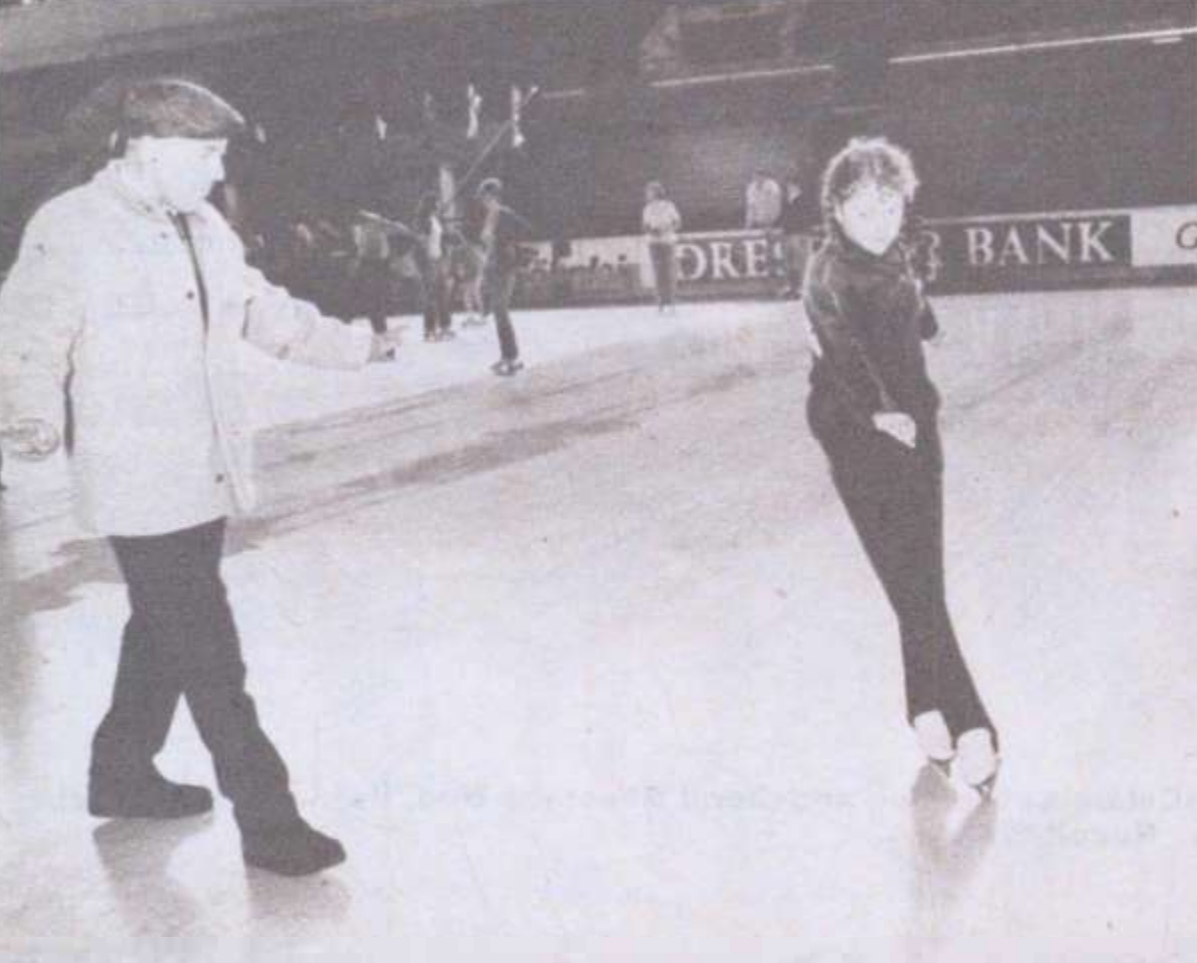
Erich Zeller beim Training mit Beatrice Huștiu (1968)

Erich Zeller (* 13. Januar 1920 in Augsburg; † 6. November 2001 in Garmisch-Partenkirchen) war ein deutscher Eiskunstläufer und Eiskunstlauftrainer.

## Leben
Erich Zeller wuchs in Augsburg auf und ging dort auch zur Schule. Er startete für Rot-Weiß-Berlin und wurde 1942 deutscher Meister bei den 3. Deutschen Kriegsmeisterschaften. Seine Trainerin war Thea Frenssen. Er trainierte bei ihr in Garmisch-Partenkirchen überwiegend auf Natureisbahnen.
Er studierte Maschinenbau an der Technischen Universität Berlin. Noch 1942 meldete sich Erich Zeller als Kriegs Offiziersbewerber bei der Truppenluftschutzschule Berlin. Er blieb ohne Fronteinsatz. So zerstörte der Zweite Weltkrieg seine sportliche wie berufliche Zukunft. Er konnte als Sportler nie an Weltmeisterschaften, Europameisterschaften oder Olympischen Spielen teilnehmen.
1945 trat Erich Zeller bei Schaulaufen auf.
1956 begann seine Trainerkarriere. Sein erster Schüler war Hans-Jürgen Bäumler. Erich Zeller wurde zum erfolgreichsten westdeutschen Eiskunstlauftrainer. Seine Schüler gewannen bei je 25 Europa- und Weltmeisterschaften und sieben Olympischen Winterspielen insgesamt 42 Medaillen. Zu seinen Eiskunstlaufschülern gehörten Marika Kilius und Hans-Jürgen Bäumler, Dagmar Lurz und Norbert Schramm. 1962, nach dem Flugzeugabsturz der amerikanischen Eiskunstlaufmannschaft, bekam er ein Angebot aus Colorado Springs, dort als Trainer zu arbeiten. Dieses Angebot nahm er nicht an. Von 1970 bis 1985 war er Eiskunstlauf-Bundestrainer. Er war auch Präsident des Welttrainerverbandes. Er arbeitete 40 Jahre lang als Trainer in Garmisch-Partenkirchen und ging im Alter von 65 Jahren in den Ruhestand.
Die Grabstätte von Erich Zeller befindet sich auf dem Friedhof Garmisch in Garmisch-Partenkirchen.
Erich Zeller hatte einen Sohn.
Erich Zeller schrieb außerdem Bücher:
- Meine kleine Eiskunstlaufschule (erschienen 1969)
- Eiskunstlauf für Fortgeschrittene (unter Mitarbeit von  Erwin Hahn und Arnd Krüger; erschienen 1974, 3. Aufl. 1982)

## Ergebnisse
| Wettbewerb / Jahr        | 1941 | 1942 |
| ------------------------ | ---- | ---- |
| Deutsche Meisterschaften | 5.   | 1.   |